# Лі Бін (інженер)
Лі Бін (李冰, 3 ст. до н. е.) — китайський гідроінженер, будівельник, державний діяч періоду Чжаньґо.

## Життєпис
Походив з царства Цінь. Про дату й місце народження немає відомостей. Згаданий Сима Цянем в «Ши цзі» («Історичних Записках»). Ціньский володар Чжаосян-ван призначив Лі Біна управителем області Шу зі столицею в місті Ченду. Під керівництвом Лі Біна та його син Лі Ерлана у 256 році до н. е. було пробито скелю Лідуй і побудувано велику зрошувальну систему Дуцзян'янь, що знаходиться в Чендуській низовині (провінція Сичуань).
Лі Бін займався також будівництвом мостів. Вважається, що саме він побудував найбільш відомий китайський підвісний міст Аньланьцяо («Міст, що оберігає від хвиль») у повіті Гуаньсянь провінції Сичуань.